# Sam de Visser
Sam de Visser (26 augustus 2003) is een Belgisch zwemmer. Hij is gespecialiseerd in de 100 meter vlinderslag en de 400 meter vrije slag. De Visser is aangesloten bij zwemclub ZGeel en traint vaak in het G-sport Vlaanderen-trainingscentrum te Brugge.
Hij brak bij het grote publiek door in 2023 op de wereldkampioenschappen zwemmen in Manchester en zette een persoonlijk record (4:16.35) neer op de 400 meter vrije slag. Met dit record eindigde hij vierde op dit nummer. Een jaar later eindigde hij, op hetzelfde nummer, derde op het Europees kampioenschap zwemmen in Funchal met een tijd van 4:19.50. In 2024 nam hij deel aan de Paralympische Zomerspelen in Parijs. Ook pakte hij dat jaar brons op het kampioenschap in Madeira.